# المدارس البلجيكية في المغرب
المدارس البلجيكية في المغرب هي مجموعة من المدارس الدولية التابعة للحكومة والمؤسسات البلجكية في المغرب، وتتألف هذه المجموعة من المدرسة البلجيكية للدار البيضاء، والتي تضم مدرسة ابتدائية يقع مقرها في منطقة دار بوعزة في مدينة النواصر، ومدرسة ثانوية يقع مقرها في بلدة أولاد عزوز، والمدرسة البلجيكية بالرباط في مدينة الرباط.
تخدم المدارس البلجيكية في المغرب الطلاب من عمر عامين وحتى 18 عامًا، وتعمل تحت إدارة الجالية الفرنسية في بلجيكا ضمن يُعرف باسم اتحاد فالونيا - بروكسل، وهي جزء من رابطة مدارس البرنامج البلجيكي في الخارج.

## لمحة تاريخية
أفتتحت المدرسة البلجيكية في مدينة الدار البيضاء في عام 2014 في منطقة دار بوعزة، وكانت تضم حوالي 524 طالب، وقد كان هذا الرقم يفوق التوقعات، وبحلول عام 2015، كان هناك 528 طالبًا قد التحقوا بالمدرسة، وكان نحو 22٪ من الطلاب هم من البلجيكيين المقيمين في الأراضي المغربية، وفي نفس العام كانت المدرسة تضم بين أعضاء هيئة تدريسها 42 مدرسًا بلجيكيًا و23 مدرسًا مغربيًا. يقع فرع المدرسة البلجيكية الابتدائية في بلدة تماريس على بعد حوالي 9 كيلومترات (5.6 ميل) من مول المغرب، وقد كان من المقرر افتتاح مبنى المدرسة الثانوية الجديدة للمدرسة البلجيكية في الدار البيضاء في عام 2017.
افتتحت المدرسة البلجيكية بالرباط في عام 2018، بعد أن وضع حجر الأساس لها في يناير عام 2017، وقد بلغ عدد الطلاب الملتحقين بالمدرسة عند افتتاحها في عام 2018 حوالي 250 طالبًا.